# Kaliningrader Dreieck
Das Kaliningrader Dreieck war ein loses außenpolitisches Gesprächs- und Konsultationsforum Deutschlands, Russlands und Polens. Seine Zielsetzung war die Abstimmung der Politik der drei Länder.

## Geschichte
Das Vorbild für das Kaliningrader Dreieck war das Weimarer Dreieck. Bereits in den 1990er Jahren gab es die Idee, ein vergleichbares Konstrukt zwischen Deutschland, Russland und Polen auf den Weg zu bringen. Die Zusammenarbeit wurde schließlich am 29. August 2011 in Kaliningrad besiegelt. Es gab  jährliche Treffen in den Jahren 2011 bis 2014 in Kaliningrad, Berlin, Warschau und St. Petersburg  zwischen den jeweiligen Außenministern Radosław Sikorski, Guido Westerwelle bzw. Frank-Walter Steinmeier, Sergei Lawrow. Mit der Annexion der Krim durch Russland kam die Zusammenarbeit zum Erliegen und wurde seither nicht wieder aufgenommen.